# Harte Jungs
Harte Jungs ist eine deutsche Filmkomödie aus dem Jahr 2000 und basiert auf dem Roman Ich und er von Alberto Moravia aus dem Jahr 1971. Sie wurde 2002 mit Knallharte Jungs fortgesetzt. 2023 erschien auf Netflix anschließend ein Dritter Film mit dem Titel Hammerharte Jungs.
Die Erstausstrahlung im Free-TV fand am 5. September 2002 auf ProSieben statt.

## Handlung
Als Florian eines Morgens erwacht, spricht plötzlich „sein bestes Stück“ zu ihm. Gemeinsam mit seinen Freunden Schumi, Dirk und insbesondere Red Bull, der sich nach eigener Aussage in der Frauenwelt bestens auskennt, versucht er die Situation zu meistern. Seine Eltern hingegen können Flo mit ihren Aufklärungsversuchen nicht weiterhelfen. Sofort am ersten Tag verliebt Flo sich in die Schulschönheit Leonie, die Freundin des berüchtigten Schulpsychopathen Kai.
Gemeinsam mit Red Bull studiert Florian das Kamasutra, absolviert ein BH-Geschicklichkeitstraining in der Dessousabteilung eines Kaufhauses mit vorherigem Aufwärmen an den Umkleidekabinen und führt ausgedehnte Telefongespräche mit sachkundigen Sex-Line-Ladys (auf Kosten der Kreditkarte seiner Mutter). Über seine Verliebtheit in Leonie vergisst Flo seine beste Freundin Lisa völlig.

## Sonstiges
Produzent Bernd Eichinger produzierte bereits den Film Ich und Er von 1988, ebenfalls eine Verfilmung des gleichen Alberto-Moravia-Romans.

## Kritiken
- „Harte Jungs setzt sich selbst American Pie – Wie ein heißer Apfelkuchen als Vergleichsmassstab. Doch während die Hollywood-Komödie einige Brüller zu produzieren vermochte und vor peinlichen Situationen überquoll, verharren die harten Jungs oft in zu durchschaubaren Gags. Den deutschen Nachschlag muss sich nur zu Gemüte führen, wer vom amerikanischen Kuchen noch nicht satt ist.“[3] (cineman.ch)
- Auf Filmspiegel.de wurde der Film kurz als „Deutsche Peinlichkeit mit lockerem Axel Stein“ sowie die Charaktere als „1A-klischeedurchtränkt“ beschrieben. Der Film werde Bravo-Lesern gefallen.[4]
- „Bernd Eichinger präsentiert mit Harte Jungs eine Produktion, die neue wie vertraute Gesichter vor der Kamera versammelt und frischen Wind in das Komödien-Genre bringt.“[5] (Dirk Jasper Filmlexikon)
- Das Lexikon des internationalen Films bezeichnete den Film als „eine in jeder Hinsicht missratene Komödie, […] die wie ein überlanger chauvinistischer Herrenwitz daherkommt. Hinter der vorgeblichen Freizügigkeit offenbaren sich Doppelmoral und Lustfeindlichkeit.“[6]
- Cinema beschrieb den Film als „drolliges Drama rund um den Dödel und so witzig wie man es von einer deutschen Komödie erwartet“.[7]
- Die Deutsche Film- und Medienbewertung FBW in Wiesbaden verlieh dem Film das Prädikat wertvoll: charmant – pointiert – kurzweilig – unterhaltsame Teenie-Komödie
- Prisma sah einen „Film, der außer unfreiwilligen Peinlichkeiten […] und unterirdisch schlechtem Witz nichts zu bieten hat.“[8]